# Tania Di Mario
Tania Di Mario, född 4 maj 1979 i Rom, är en italiensk före detta vattenpolospelare (anfallare) som spelat för och är tränare för Orizzonte Catania. Hon har representerat Italien i OS fyra gånger.
Di Mario tog OS-guld i damernas vattenpoloturnering i samband med de olympiska vattenpolotävlingarna 2004 i Aten. Hennes målsaldo i turneringen var fjorton mål. Vid olympiska sommarspelen 2008 i Peking slutade Italien på sjätte plats och vid olympiska sommarspelen 2012 i London på sjunde plats. Vid den olympiska vattenpoloturneringen 2016 i Rio de Janeiro tog hon en silvermedalj. VM-guld tog Di Mario 2001 i Fukuoka. Hon har tre EM-guld (1999, 2003 och 2012).
Med klubblaget Orizzonte Catania vann Di Mario LEN:s europacup för damer, LEN Champions Cup, sju gånger (1998, 2001, 2002, 2004, 2005, 2006 och 2008).